# Comuna Ukraiinske, Talalaiivka
Ukraiinske (în ucraineană Українське) este o comună în raionul Talalaiivka, regiunea Cernihiv, Ucraina, formată din satele Nova, Step, Ukraiinske (reședința) și Zaimîșce.

## Demografie
Componența lingvistică a comunei Ukraiinske
     Ucraineană (98,24%)
     Rusă (1,64%)
     Alte limbi (0,12%)
Conform recensământului din 2001, majoritatea populației comunei Ukraiinske era vorbitoare de ucraineană (98,24%), existând în minoritate și vorbitori de rusă (1,64%).